# Vickers Light Tank
De Vickers Light Tank was een Britse tank uit de Tweede Wereldoorlog.
Hij is gebaseerd op de Carden Loyd tankette uit de jaren ‘20 en werd ontwikkeld in de jaren ‘30. De tank was zeer mobiel en snel, ook op moeilijk terrein. Daardoor werd het veel gebruikt in de jaren ‘30 overal in het Britse Rijk en ook door andere landen.
De bepantsering en bewapening bleek bij het begin van de Tweede Wereldoorlog echter te licht, en de tanks leden zware verliezen.

## Ontwikkeling

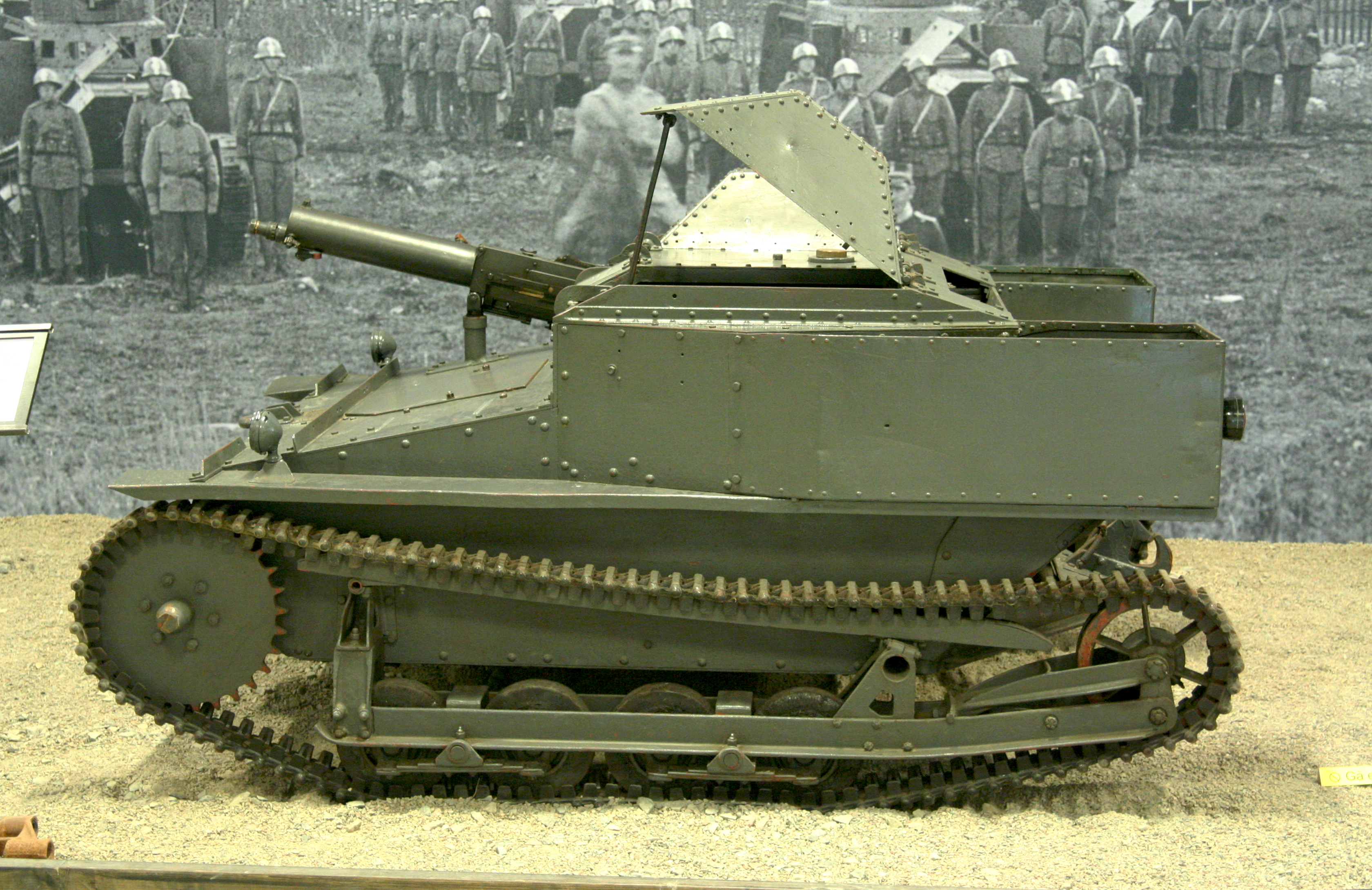
Carden-Loyd tankette Mk VI

Carden-Loyd Tractors Ltd in Chertsey was begin jaren ‘20 opgericht door John Carden en Vivian Loyd. Het bedrijf ontwierp en bouwde de Carden Loyd tankette’s, en ontwikkelde het ontwerp door tot de tankettes Mk I, II en III, en de tweepersoons tankettes Mk IV en V. Ze werden allemaal in kleine aantallen gebouwd, maar waren veelbelovend. Daarom kocht Vickers-Armstrong, ontstaan in 1927 toen Vickers Limited fuseerde met Armstrong Whitworth & Co Ltd., in maart 1928 Carden-Loyd Tractors.
Carden en Loyd ging bij Vickers Armstrong door met het ontwikkelen van hun tankettes, waarmee uiteindelijk hun bekendste ontwerp, de Carden Loyd tankette Mk VI, werd gecreëerd. Het werden er enkele honderden geproduceerd en geëxporteerd naar 16 landen. Veel buitenlandse tankettemodellen die later werden ontwikkeld, werden geïnspireerd door de tankette Mk VI.
Carden en Loyd ontwierpen ook lichte tanks en 's werelds eerste amfibische tank, verschillende lichte artillerie-tractoren en wapendragers, waaronder in 1934 het D50-model, een prototype van de Universal Carrier.

## Versies

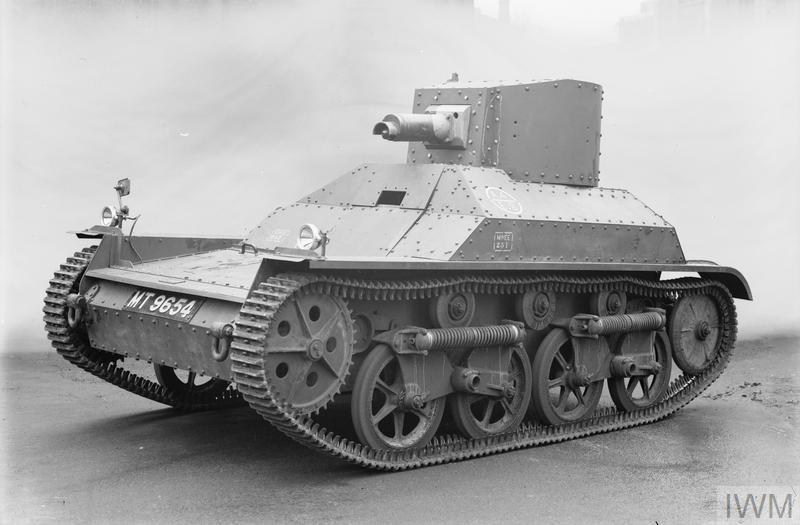
Light Tank Mk I

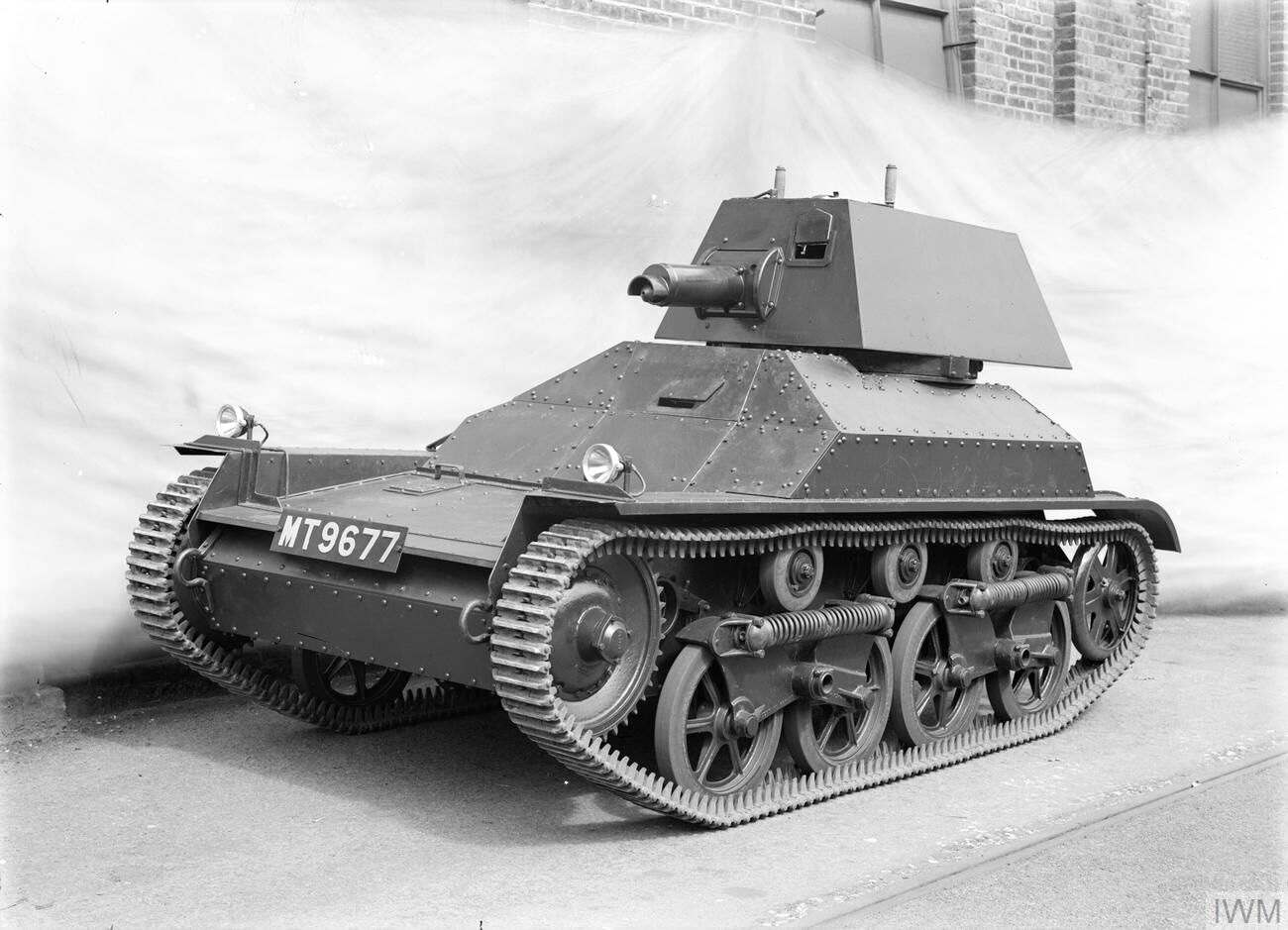
Light Tank Mk II

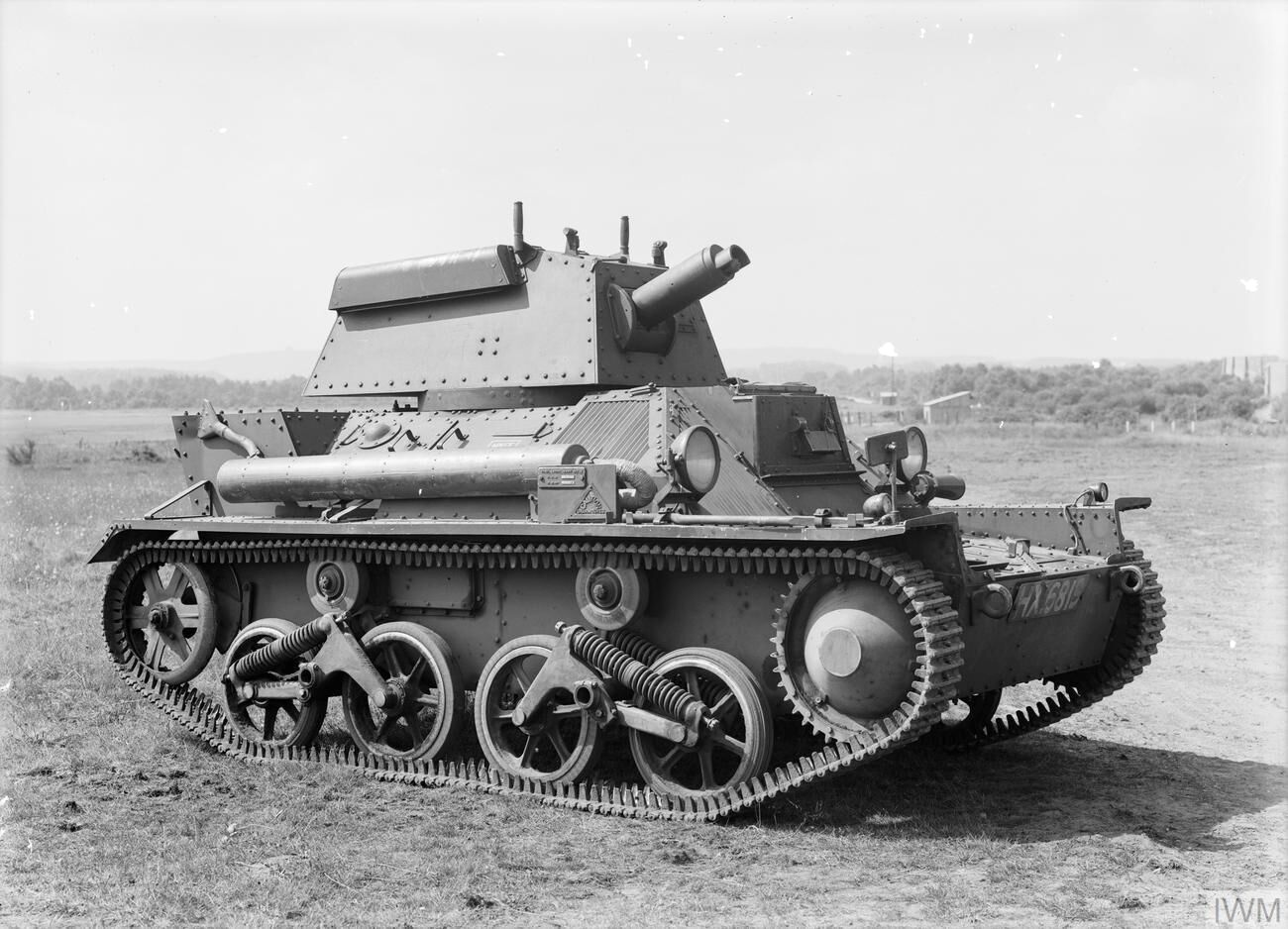
Light Tank Mk III

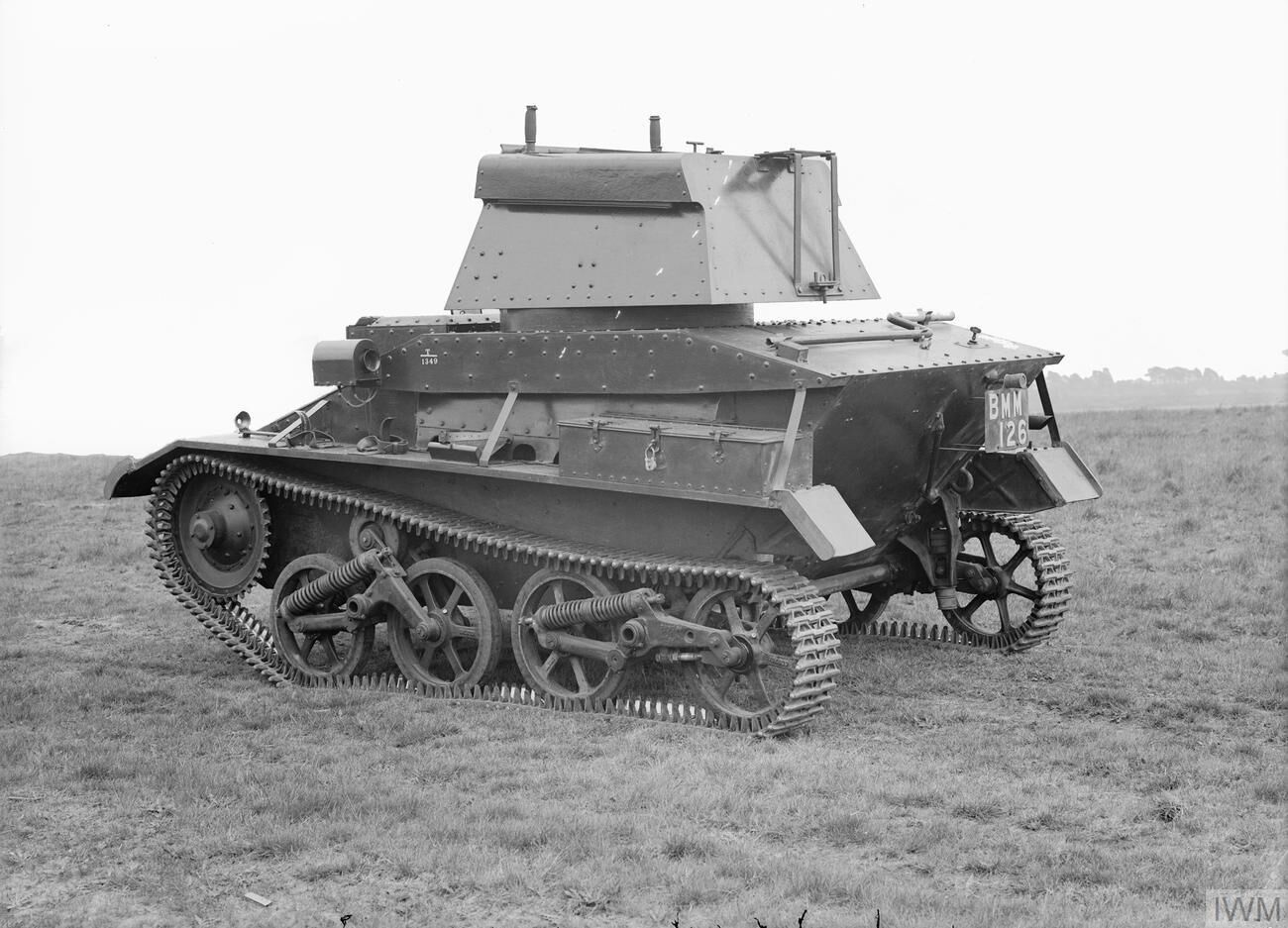
Light Tank Mk IV

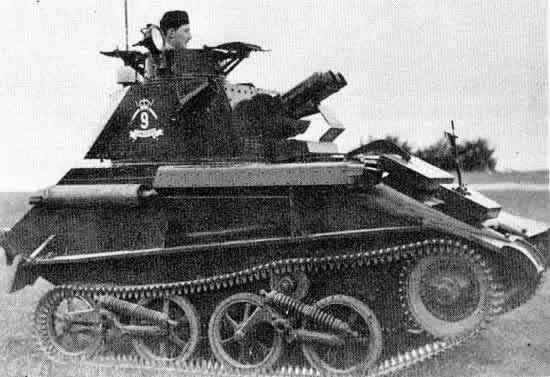
Light Tank Mk V

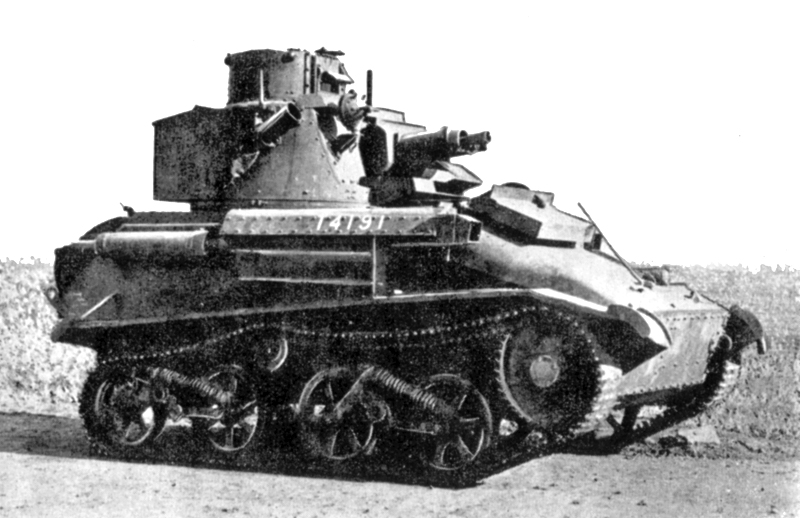
Light Tank Mk VIB

### Light Tank Mk I
De Mk I werd in 1929 ontworpen en verschilde op enkele punten van het ontwerp voor de Carden Loyd Mark VII-tankette. De ligger aan de buitenzijde van de loopwielen verviel doordat de ophanging van de loopwielen verstevigd was. De Mark IA had een grotere bovenbouw en een groter geschutskoepel om ruimte te bieden voor het bedienen van het machinegeweer.
- Mk I: 4 of 5 gemaakt, op basis van Carden Loyd Mk VII Tankette
- Mk IA: 5 geproduceerd, waarvan er 4 zijn verzonden voor proeven in India

### Light Tank Mk II
De Mark II had een 66pk Rolls-Royce-motor die samen met Wilson preselector-versnellingsbak en transmissie aan de rechterkant van de tank was geplaatst. De bemanning (bestuurder en commandant) zaten aan de linkerkant. Tanks voor gebruik in India hadden een 85pk Meadows-motor en een "crash"-versnellingsbak.
De geschutskoepel was rechthoekig van vorm en het machinegeweer was aangepast voor gebruik in voertuigen en had een pistoolgreep in plaats van de dubbele handgrepen van de infanterieversie.
- MK II: 16 gebouwd door Vickers Armstrong vanaf 1929
- Mk IIA: 29 gebouwd aan het Royal Arsenal in Woolwich
- Mk IIB: 21 gebouwd door Vickers-Armstrong[2]

### Light Tank Mk III
Vanaf de Mk III was loopwerk voorzien twee wielstellen met elk twee loopwielen met een rubberen loopvlak en was voorzien van van Horstmann schroefveren. Dat was eenvoudig te bouwen, compact en licht. Bovendien had een lange veerweg en was het eenvoudig te vervangen wanneer het beschadigd was.
Het aandrijftandwiel zat aan de voorkant, het spanwiel aan de achterkant geplaatst en er waren twee toprollers. De bovenbouw was verlengde aan de achterzijde. De krachtbron was een Henry Meadows 6-cilinder benzinemotor, die 88pk produceerde. Het voertuig was voorzien van een Wilson-preselector-versnellingsbak met 4 versnellingen. Sturen werd gedaan door een van de rupsband te ontkoppelen en/of ermee te remmen. De geschutskoepel werd elektrisch bediend.
- 42 Geproduceerd. 36 Ervan werden verzonden naar Egypte.[2]

### Light Tank Mk IV
De Mk IV werd in 1931 ontworpen zowel voor export als voor het Britse Leger. Men hield rekenin met massaproductie.
De Mk IV woog ongeveer 5 ton en had een bemanning van twee man. Hij was bewapend met een Vickers machinegeweer. Het loopwerk was verbeterd door het spanwiel achteraan weg te laten, het achterste loopwielenstel aan te passen en één toproller weg te laten. De Mk IV bleek door zijn bemanning van slechts 2 man en met slechts 1 machinegeweer niet erg effectief te zijn en werd vooral gebruikt voor opleidingsdoeleinden.
- Er werden 34 exemplaren van de Mk IV gebouwd vanaf 1934.

### Light Tank Mk V
Het grootste verschil tussen de Mk IV en de Mk V was de introductie van een driekoppige bemanning. De geschutskoepel bood nu plaats aan de commandant en de schutter die tevens radio-operator was. Het extra bemanningslid vergrootte de effectiviteit van de tank en spreidde de onderhoudslast. Voorheen moest de commandant de bestuurder leiden, navigeren en het wapen bedienen. Groeps- en pelotonscommandanten moesten bovendien de andere tanks aansturen en het vuur coördineren.
De bewapening van de Mk V was verbeterd door een 0.5 inch Vickers machinegeweer dat werd toegevoegd naast de bestaande 0.303. Hierdoor beschikte de tank over een redelijke antitankcapaciteit tegen andere lichte tanks (in die tijd hadden de meeste Europese lichte tanks een pantser van 12-14mm dik. De Mk V was een halve ton zwaarder en ongeveer 18 cm langer dan de Mark IV. Door de gewichtstoename daalde de topsnelheid tot 32 mph.
- In 1936 werden in totaal 22 Mk V’s gebouwd.[2]

### Light Tank Mk VI
De Mk VI was een doorontwikkeling van de Mk V. Hij had ook een bemanning van drie man maar een grotere geschutskoepel om een radiotoestel kwijt te kunnen. Hij had een 88 pk-motor en bereikte daardoor ondanks het zwaardere gewicht hogere snelheden.
Van de Mk VI zijn drie versies gemaakt, met de toevoeging A tot en met C. De verschillen tussen deze versies zijn echter klein.
T/m de Mk VI B bestond de bewapening uit een Vickers M.18 .303 machinegeweer en een Vickers .50, een zwaardere versie van hetzelfde wapen. Deze konden niet tegelijk afgevuurd worden.
De Mark VIC had een zwaardere bewapening: een Vickers machinegeweer met een kaliber van 15mm en een Besa machinegeweer van 7,92mm.
- Van de Mk VI werden 1682 exemplaren van gemaakt tussen 1936 en 1940.

#### Inzet
Toen de Slag om Frankrijk in mei 1940 begon, waren de meeste tanks van de Britse Expeditionary Force (BEF) Mark VI-varianten. De belangrijkste gepantserde formaties van het BEF, de zeven divisie cavalerieregimenten van het Royal Armored Corps, waren elk uitgerust met 28 Mk VI's. De 1e pantserdivisie, waarvan de elementen in april in Frankrijk landden, was uitgerust met 257 tanks, waarvan een groot aantal Mk VIB en Mk VIC's.
Het Britse leger verloor 331 Mk VI’s in de Slag om Frankrijk van 1940.
Verschillende van deze voertuigen werden door de Wehrmacht veroverd en opnieuw ontworpen als Leichter Panzerkampfwagen Mk. IV 734 (e) en werden tot het najaar van 1942 voor trainingsdoeleinden gebruikt. In 1942 werd besloten om een gemotoriseerd kanon te ontwikkelen op basis van de veroverde Mk IV's. Ze kregen een veldhouwitser van 105mm of 150mm en werden aangeduid als G.Pz. Mk. VI (e). Allemaal gingen ze verloren tijdens de verdediging van Frankrijk in de zomer en de herfst van 1944.
De Mk VIB werd ook gebruikt in de Noord-Afrikaanse campagne tegen de Italianen eind 1940 met de 7th Armored Division. Op dat moment hadden de Britten 200 lichte tanks (meest Mk VIB’s), 75 middelzware Cruisers (A9, A10, A13) en 45 zware Matilda II's (A12).
In 1940 werden ze ingezet in de hoofdmacht en leden ze zware verliezen. De verliezen namen wat af toen ze vanaf 1941 meer werden ingezet op de flanken.
Halverwege 1942, voor de Eerste Slag bij El Alamein (1-27 juli 1942), werden de nog operationele Mk VI’s uit de eerste lijn van de tankregimenten teruggetrokken en vervangen door de middelzware M3-M5 Stuart tanks. De Mk VI’s werden ingezet als mobiele observatiepost en – ook de standaard Mk VI’s – als luchtdoelgeschut.
De Mk VI werd op grote schaal gebruikt door het Britse leger en nam deel aan verschillende andere belangrijke veldslagen. De Mk VIB vormde een aanzienlijk deel van de tanks die in 1941 naar de Slag om Griekenland werden gestuurd, meestal met de 4e Huzaren. Tijdens de Slag om Kreta beschikte de 3e King’s Own Hussars over 10 Mk VIB’s. Dezelfde gepantserde eenheid vertrok begin 1940 met 3 MK VIB’s naar Noorwegen voor de Noorse campagne, maar alle drie tanks gingen onderweg verloren door een Duitse luchtaanval.
De tanks werden ook ingezet in Maleisië tegen de Japanners.
- Tussen 1936 en 1940 werden 1.342 Mk VI's gebouwd.[2]

| Specificaties Mk VI: | Specificaties Mk VI:                               |
| -------------------- | -------------------------------------------------- |
| lengte               | 3,96 m                                             |
| breedte              | 2,08 m                                             |
| hoogte               | 2,24 m                                             |
| bodemvrijheid        | 25 cm                                              |
| gewicht              | 4,9 ton                                            |
| pantser              | 10–15 mm                                           |
| bewapening           | 1x 7,7/12,7mm-machinegeweer                        |
| bemanning            | 3 (commandant, schutter en chauffeur)              |
| motor                | Meadows ESTl 6 cilinder benzinemotor 88 pk (66 kW) |
| wegsnelheid          | 51,5 km/h                                          |
| bereik               | 201 km                                             |

### Light Tank AA

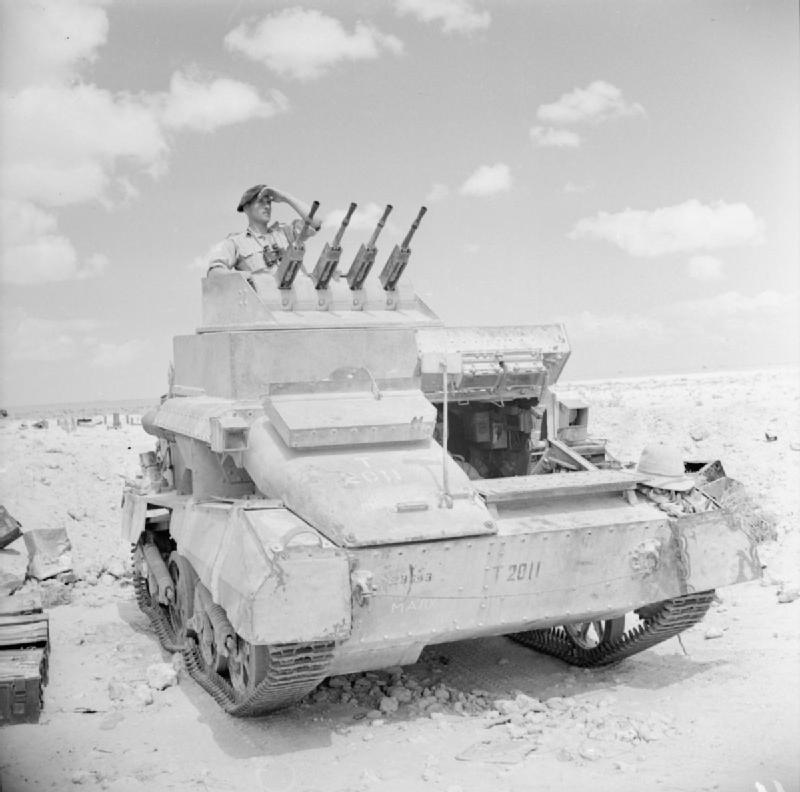
Light Tank AA Mk I

Na de Slag om Frankrijk werd ook een speciale versie van de Mk VI gebouwd tegen luchtdoelen, de Tank, Light, AA Mk I. Deze kreeg vier Besa 7,92mm machinegeweren of twee van 15mm.
De Tank, Light, AA Mk II had een wat grotere geschutskoepel en betere vizieren.

### Opvolger
Als opvolger van de Mk VI Light Tank ontwierp Vickers-Armstrong de Light Tank Mk VII Tetrarch. Het was een totaal nieuw ontwerp, met een ander loopwerk en een 2-ponder kanon.
Het Britse leger bestelde 220 Tetrarchs, maar door ontwerpfouten en door het besluit om geen lichte tanks meer te gebruiken in Britse pantserdivisies werden er uiteindelijk veel minder geproduceerd.
De Mk VI werd bij de Britse pantserdivisies opgevolgd door de middelzware Amerikaanse tank M3 Stuart

### Light Amphibious Tank

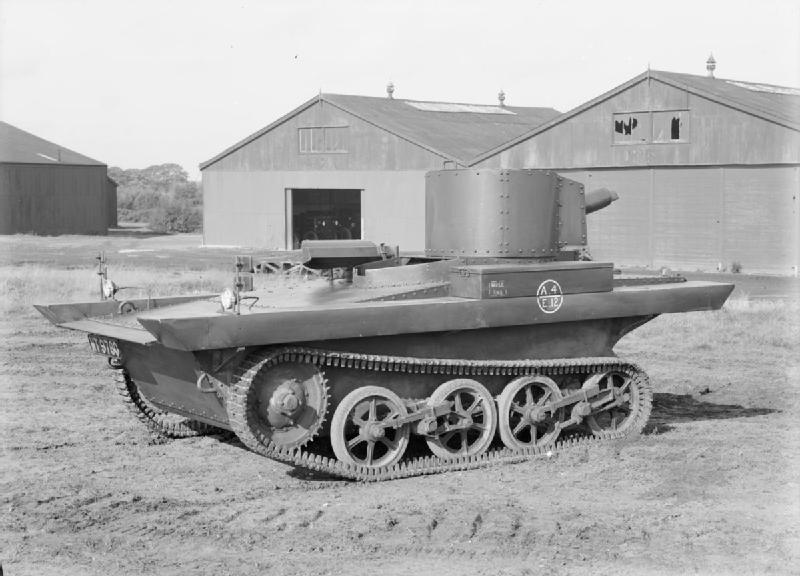
Light Amphibious Tank

De  'Vickers-Carden-Loyd Light Amphibious Tank'  (aangeduid als de A4E11 en A4E12 door het War Office) was een serie van Brits experimentele vooroorlogse lichte amfibische tanks. Ze werden niet in Britse dienst genomen, maar wel verkocht aan een aantal andere landen. Ook werden er in het buitenland aangepaste versies geproduceerd en in gebruik werden genomen.
Buitenlandse kopers waren China (29 of 32 tanks) Thailand, Nederland (2 testexemplaren voor het KNIL) en de USSR. In de Sovjet-Unie werden ongeveer 1200 T37A-tanks geproduceerd, die was ontwikkeld uit de A4E11/12. Polen was in de jaren ’30 ook geïnteresseerd in de Vickers-Carden-Loyd amfibische tank, maar kocht de tank niet.
Om het drijfvermogen te vergroten waren er balsahouten balken in gepantserde bakken aan de romp bevestigd. Tevens had het voertuig een klein roer en een schroef aan de achterkant van de romp. De motor van 90 pk zorgde voor een snelheid van maximaal 3,2kt (6 km/u) in water en 43 km/u op het droge.
Nederland
In 1937 kocht het KNIL voor proeven twee M1931 amfibietanks en twee M1936 tanks. De ene amfibietank was van het standaardmodel met één mitrailleur als torenbewapening, de andere had een dubbelmitrailleur als torenbewapening.:p553 Na de beproevingen werden er geen nieuwe bestellingen gedaan, en werden ze voornamelijk gebruikt voor training.
Hoewel beide amfibietanks versleten waren ten tijde van de Japanse inval, werd er één met twee 'normale' Carden Loyd tanks naar het zuiden van Borneo verscheept om de KNIL-troepen daar te ondersteunen. Het voertuig bereikte Pontianak op 19 december 1941. De tanks werden meteen naar het vliegveld Singakawang II, nabij de grens met Sarawak gestuurd waar ze werden gebruikt voor verdediging van het vliegveld. Ze gebruikten hun machinegeweer tegen laagvliegende Japanse vliegtuigen. Tijdens een van de luchtaanvallen raakte de amfibische tank onherstelbaar beschadigd.
Het lot van de tweede amfibische tank is onbekend, maar deze werd vrijwel zeker vernietigd of veroverd toen Java in maart 1942 viel.

### Commerciële Carden Loyd tanks
De basis van de Light Tank werd door Vickers gebruikt voor exportmarkten. Dit omvatte de modellen uit 1933, 1934, 1936 en 1937. Kopers waren onder meer Finland, Litouwen, Letland, Argentinië, België, Zwitserland, China en Nederland (t.b.v. KNIL in Nederlands-Indië).

#### België

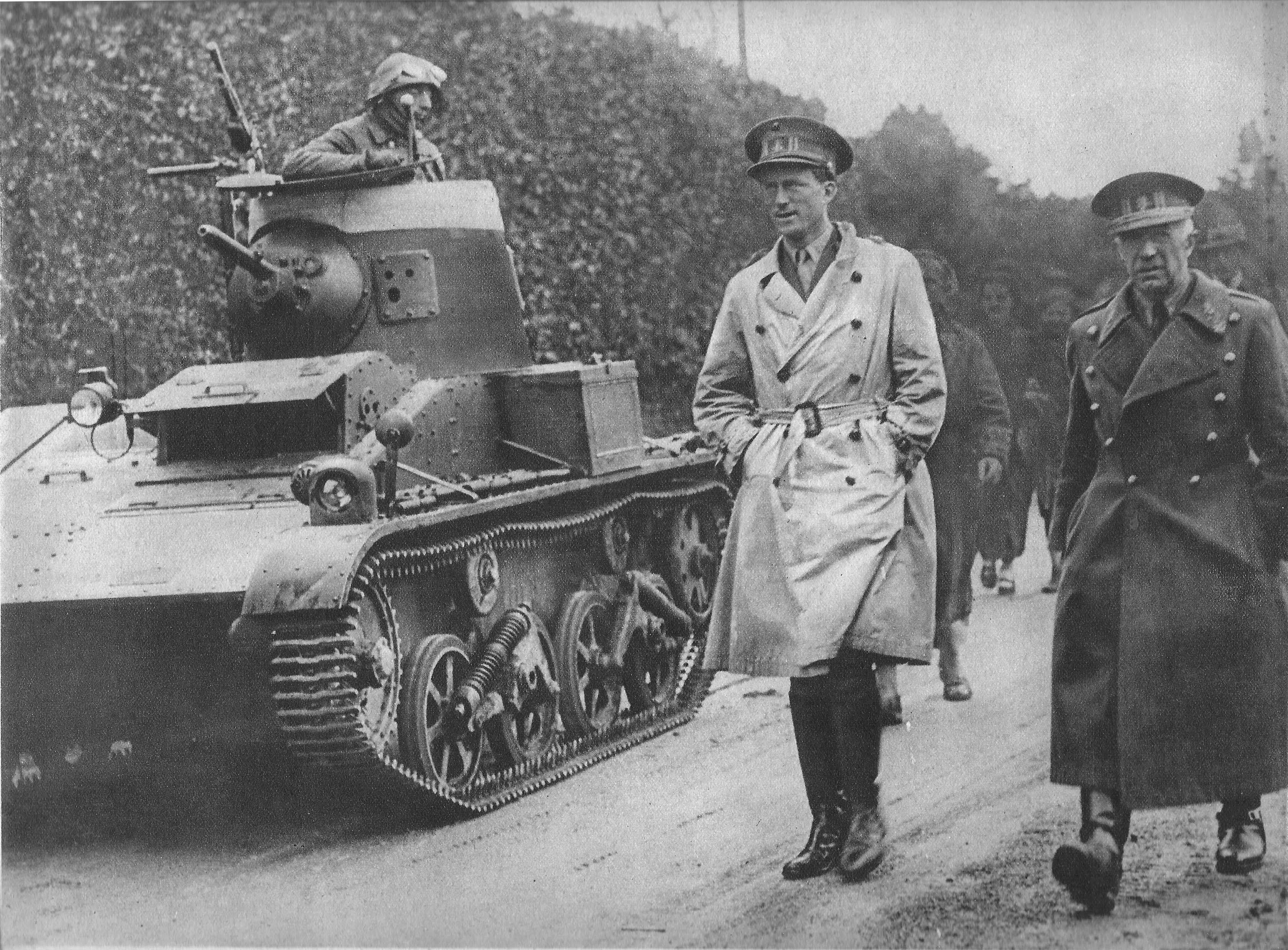
Belgische T.15 tank, geïnspecteerd door koning Leopold III van België in 1940

In 1935 kocht België 42 tanks die waren gebaseerd op de Mark III, met een ander model geschutskoepel en voorzien van een Frans 13,2mm Hotchkiss machinegeweer. Ze werden door de Belgen T.15, voluit Char Léger Modèle T.15, genoemd.

#### Nederland

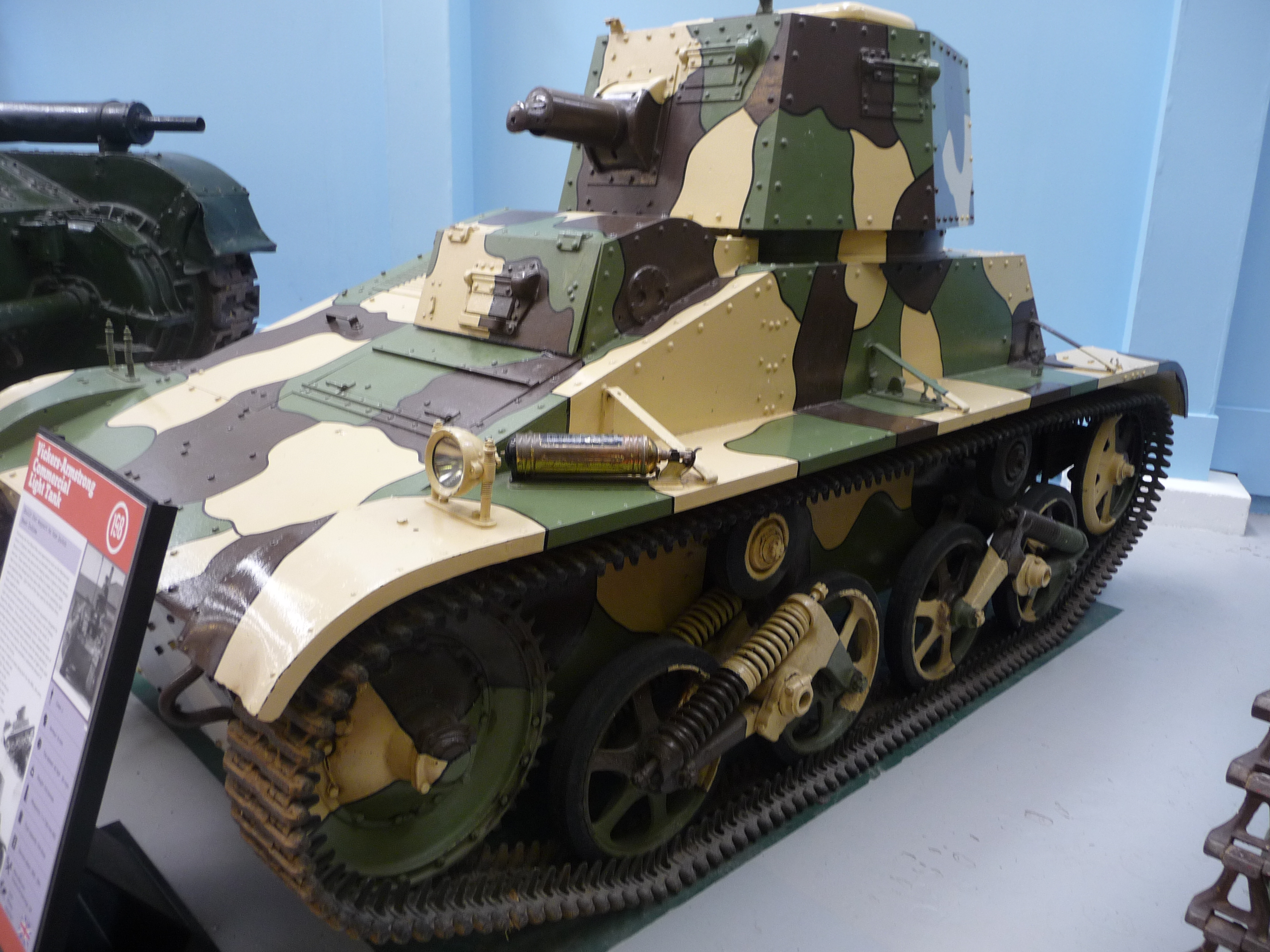
VCL Light Tank Model 1936 'Dutchman'

In 1937 kocht het KNIL voor proeven twee M1931 amfibietanks en twee M1936 tanks. De M1936 was "mechanisch vergelijkbaar" was met de Mk IV, maar had een hexagonale geschutskoepel en dezelfde bewapening als de Mk II had. Beide tanks waren voorzien van een toren toren voor twee Colt Browning 7,7mm machinegeweren. In 1938 bestelde het KNIL in Nederlands-Indië nog 73 tanks. Slechts 24:p553-554 tanks kwamen op Java aan vóór het uitbreken van de Tweede Wereldoorlog in Europa. Deze werden VCL Vechtwagen genoemd.
De 40:p554 tanks die niet werden afgeleverd werden in dienst genomen bij het Britse leger als de' “Tank Light, Vickers Carden Loyd, Model 1936” - in de praktijk werden ze “Dutchman” (= “Nederlander”) genoemd. Ze werden in Engeland alleen gebruikt voor trainingstaken. Een aantal werd geleverd aan Griekenland.
Gebruik door het KNIL
De KNIL tanks werden ingedeeld bij de infanterie, in de op 15 december 1937 nieuw opgerichte Proefafdeling Vechtwagens.
In 1939 werd de proefafdeling omgevormd tot het Bataljon Vechtwagens., dat eind december 1941 gereorganiseerd werd tot de “Mobiele Eenheid” (een infanterie eenheid) van het KNIL. De 17 nog operationele tanks werden in twee pelotons van het “tankeskadron” van deze eenheid, die verder nog beschikte over een peloton met 7 Marmon-Herrington CTLS-4TA lichte tanks, 3 “Zuid-Afrikaanse” pantserauto’s (Marmon Herrington Mk III’s). In de Mobiele Eenheid was ook een gemotoriseerde infanteriecompagnie opgenomen met 16 ‘Overvalwagen’ pantserauto’s en 1 M3A1 White Scout Car pantserwagen.
Inzet op Java
Kort nadat de Japanners op Java waren geland, leidde de Mobiele Eenheid een belangrijke tegenaanval tegen Japanse eenheden die het dorp Subang en het vliegveld Kalidjati op West-Java bezet hadden. Hoewel alle drie tankpelotons de Japanse linies met succes binnendrongen en kortstondig naar believen opereerden, kon de gemotoriseerde infanteriecompagnie de tanks niet volgen. Daardoor werden de tanks afgesneden, en gingen 13 tanks, 1 pantserwagen, vijf Overalwagens verloren. Er vielen 14 doden, 13 gewonden en 36 vermisten.
Nadat het KNIL had gecapituleerd konden de Japanners 15 van de VCL tanks nog in gebruik nemen.:p554
Inzet op Borneo
Twee tanks en een van de M1931 amfibische tanks werden eind 1941 naar het zuiden van Borneo verscheept om de KNIL-troepen daar te ondersteunen. Een van de tanks was het testexemplaar met twee machinegeweren. Ze bereikten Pontianak op 19 december 1941 en werden meteen naar het vliegveld Singakawang II, nabij de grens met Sarawak gestuurd waar ze werden gebruikt voor verdediging van het vliegveld. Ze gebruikten hun machinegeweer tegen laag vliegende Japanse vliegtuigen. Tijdens een van de luchtaanvallen raakte de amfibische tank onherstelbaar beschadigd.
De enige geregistreerde tankactie van het KNIL op Borneo vond plaats op 27 januari 1942 toen de tank met 2 machinegeweren samen met één ‘Overvalwagen’ pantserauto. Ze hadden op een kruispunt op de weg tussen Ledo en Sanggau een defensieve stelling genomen. Tijdens het gevecht raakte het linker machinegeweer beschadigd en kon niet meer worden gebruikt. Later kantelde de tank, mogelijk omdat de weg onder zijn gewicht ingestort was. De twee bemanningsleden waren ongedeerd en konden het voertuig verlaten.
Het is niet bekend wat er met de tweede lichte tank op Borneo gebeurd is.